# Bergregenpfeifer
Der Bergregenpfeifer (Anarhynchus montanus, Synonym: Charadrius montanus) ist ein mittelgroßer Bodenvogel aus der Familie der Regenpfeifer (Charadriidae). Der Name ist irreführend, da er nicht in Gebirgen lebt. Im Gegensatz zu den meisten Regenpfeifern kommt er normalerweise auch nicht in der Nähe von Gewässern oder auf feuchten Böden vor. Er bevorzugt trockenen Lebensraum mit geringer Vegetation oder kahlem Boden.
Der Bergregenpfeifer ist von der IUCN als potenziell gefährdete Tierart eingestuft.

## Verbreitung und Lebensraum

Verbreitung des Bergregenpfeifers:
Brutgebiete
Überwinterungsgebiete

Die Verbreitung des Bergregenpfeifers erstreckt sich über Nordamerika. Er ist vor allem in den Great Plains der USA, bis hoch nach Kanada und im Norden Mexikos aufzufinden. Die Vögel bevorzugen trockenes Grasland mit geringer Vegetation.

## Beschreibung
Der Bergregenpfeifer ist durchschnittlich 21 Zentimeter lang. Seine Oberseite ist hellbraun, unten ist er weiß, aber ihm fehlt das dunkle Brustband, das bei den meisten Regenpfeifern, wie zum Beispiel dem Fahlregenpfeifer, aufzufinden ist. Männchen und Weibchen ähneln sich im Aussehen.

## Habitat und Lebensweise
Bergregenpfeifer ernähren sich von Insekten, vor allem von Käfern, Grillen und Ameisen.
Sie sind Zugvögel und paarbildend. Ihre Nester sind einfache Mulden im Boden. Sie nutzen den Kot von Rindern und Präriehunden als Nistmaterial, vermutlich um den Eigengeruch der Gelege zu überdecken und das Nest so vor Feinden zu schützen. Das Gelege wird üblicherweise auf zwei Nester aufgeteilt, wobei das Männchen und das Weibchen je ein Nest ausbrüten.